# أندي هاي
أندي هاي (بالإنجليزية: Andy Hay) هو موجه قوارب ‏ نيوزلندي، ولد في 18 فبراير 1964 في أوكلاند في نيوزيلندا.

## وصلات خارجية
- أندي هاي على موقع الاتحاد الدولي للتجديف (الإنجليزية)
- أندي هاي على موقع اللجنة الأولمبية الدولية (الإنجليزية)
- أندي هاي على موقع أوليمبيديا (الإنجليزية)
- أندي هاي على موقع اللجنة الأولمبية النيوزيلندية (الإنجليزية)